# Ennucula panamina
Ennucula panamina – gatunek małża należącego do podgromady pierwoskrzelnych.
Występuje na głębokości 3050 metrów. Są rozdzielnopłciowe, bez zaznaczonych różnic płciowych w budowie muszli. Odżywiają się planktonem oraz detrytusem.
Występuje w Panamie.